# 刺喙薹草
刺喙薹草（学名：Carex forrestii）是莎草科薹草属的植物。分布在中国大陆的西藏南部、云南西北部等地，生长于海拔2,600米至3,200米的地区，一般生于沼泽草甸及田边，目前尚未由人工引种栽培。

## 别名
绿穗薹草（西藏植物志）